# Cristian Zorzi
Cristian Zorzi (n. 14 august 1972, Cavalese, Trentino-Tirolul de Sud, Italia) este un schior de fond ce a reprezentat Italia, medaliat olimpic. A participat la 3 ediții ale Jocurilor Olimpice (2002, 2006, 2010) în care a câștigat o medalie de aur și o medalie de argint.